# Eleição municipal de Imperatriz em 2008
A eleição municipal da cidade brasileira de Imperatriz em 2008 ocorreu em 5 de outubro do mesmo ano. O prefeito Ildon Marques (PMDB) terminara seu mandato em 1 de janeiro de 2009. 
Depois de três derrotas consecutivas, o deputado federal Sebastião Madeira (PSDB) venceu a eleição.

## Candidatos
|  | Nº | Candidato(a) a prefeito | Candidato(a) a prefeito                             | Candidato(a) a vice-prefeito | Candidato(a) a vice-prefeito                            | Coligação |
|  | -- | ----------------------- | --------------------------------------------------- | ---------------------------- | ------------------------------------------------------- | --- |
|  | 11 |                         | João Batista (PP) João Batista dos Santos Silva     |                              | Nonato Costa (PTB) Raimundo Nonato de Sousa Costa       | A Vitória que o Povo Quer - Partido Progressista (PP) - Partido Trabalhista Brasileiro (PTB) - Partido Social Liberal (PSL) - Partido Humanista da Solidariedade (PHS) - Partido Renovador Trabalhista Brasileiro (PRTB)                                                                                                  |
|  | 13 |                         | Jomar Fernandes (PT) Jomar Fernandes Pereira Filho  |                              | Mara La-Rocque (PCB) Marilma de La-Rocque Cardoso       | Pra fazer muito mais - Partido dos Trabalhadores (PT) - Partido Comunista Brasileiro (PCB) - Partido Comunista do Brasil (PCdoB) |
|  | 15 |                         | Ildon Marques (PMDB) Ildon Marques de Souza         |                              | Adhemar Freitas (DEM) Adhemar Alves de Freitas          | Construindo e Transformando - Partido do Movimento Democrático Brasileiro (PMDB) - Democratas (DEM) - Partido da República (PR) - Partido Republicano Progressista (PRP) - Partido Trabalhista do Brasil (PTdoB) - Partido Verde (PV) - Partido da Mobilização Nacional (PMN) - Partido Social Cristão (PSC)              |
|  | 19 |                         | Justino Filho (PTN) Justino Oliveira Filho          |                              | Lindalva Ferreira (PTN) Maria Lindalva Ferreira Santana | Sem coligação - Partido Trabalhista Nacional (PTN) |
|  | 45 |                         | Sebastião Madeira (PSDB) Sebastião Torres Madeira   |                              | Jean Carlo (PDT) Jean Carlo Pereira de Almeida          | Frente de Libertação de Imperatriz - Partido da Social Democracia Brasileira (PSDB) - Partido Democrático Trabalhista (PDT) - Partido Popular Socialista (PPS) - Partido Republicano Brasileiro (PRB) - Partido Trabalhista Cristão (PTC) - Partido Social Democrata Cristão (PSDC) - Partido Socialista Brasileiro (PSB) |
|  | 50 |                         | Wilson Leite (PSOL) Francisco Wilson Leite da Silva |                              | Emanoel Chaves (PSOL) Emanuel da Silva Chaves           | Sem coligação - Partido Socialismo e Liberdade (PSOL) |

## Resultado da eleição para prefeito
| Sebastião Madeira (PSDB)    | Jean Carlo (PDT)        | 59.087  | 50,89%  |
| Ildon Marques (PMDB)        | Adhemar Freitas (DEM)   | 38.441  | 33,11%  |
| João Batista (PP)           | Nonato Costa (PTB)      | 10.183  | 8,77%   |
| Jomar Fernandes (PT)        | Mara La-Rocque (PCB)    | 7.886   | 6,79%   |
| Justino Filho (PTN)         | Lindalva Ferreira (PTN) | 500     | 0,43%   |
| Wilson Leite (PSOL)         | Emanoel Chaves (PSOL)   | 0       | 0,00%   |
| Total de votos válidos      | Total de votos válidos  | 116.097 | 100,00% |
| Votos apurados              |                         |         |         |
| Votos válidos               | Votos válidos           | 116.097 | 95,35%  |
| Votos em branco             | Votos em branco         | 1.309   | 1,08%   |
| Votos nulos                 | Votos nulos             | 4.347   | 3,57%   |
| Total de votos apurados     | Total de votos apurados | 121.753 | 100,00% |
| Eleitores                   |                         |         |         |
| Comparecimento              | Comparecimento          | 121.753 | 81,41%  |
| Abstenções                  | Abstenções              | 27.795  | 18,59%  |
| Total de eleitores          | Total de eleitores      | 149.548 | 100,00% |
| Total de seções: 456 (100%) |                         |         |         |